# Саянов Віссаріон Михайлович
Саянов Віссаріон Михайлович (1903 рік в теп. Іркутській обл. — 1959 рік, Ленінград, похований там само) — російський поет.

## Літературний доробок
Автор поеми «Современники», 1929, «Золотая Олекма», 1934, поеми про Громадянську війну, Сибір. Роман «Небо и земля».
Автор ліричної повісті «Верба» (1939) про Тараса Шевченка.